# Goldschatz von Ziwiye
Der sogenannte Goldschatz von Ziwiye (auch Ziwije, kurdisch Zêwiye) wurde 1950 bei Saqqez in Iran in der westiranischen Provinz Kurdistan südöstlich von Hasanlu von einem Hirtenjungen angeblich in einem Grab nahe den Mauern der Burg entdeckt. Das Material stammt aus dem Kunsthandel, zur genauen Herkunft gibt es keine Angaben. Die meisten Funde von dem etwa 1850 Meter hoch gelegenen Hügel von Ziwiye (persisch زیویه) befinden sich heute größtenteils im archäologischen Museum in Teheran. Dabei handelt es sich um 341 Stücke, 103 aus Elfenbein, 71 aus Silber und 43 aus Gold aus der Zeit um 800 bis 600 v. Chr. (Eisenzeit III). Der Ziwiye bekanntmachende Schatz enthält rein assyrische, urartäische und syrische Gegenstände sowie solche, in denen sich urartäischer, syrischer und assyrischer (internationaler Mischstil) sowie urartäischer und skythischer Stil mischt.
Oscar White Muscarella wies 1977 weist darauf hin, dass wegen der ungeklärten Fundumstände weder der Fundort selbst noch die Zusammengehörigkeit der Funde gesichert ist. Daher riet er von allen weitreichenden Schlussfolgerungen ab.

## Datierung
André Godard schlug eine Datierung in das 9. Jahrhundert v. Chr. vor. Heute wird eher die zweite Hälfte des 7. Jahrhunderts v. Chr. angenommen, es gibt aber zweifellos Stücke, die älter sind. Stilistisch lassen sich eine Reihe von Stücken in die Periode Hasanlu III A stellen.

## Funde

### Die Wanne
Die Funde lagen angeblich in einem badewannenähnlichen Sarg aus Bronze, der nur in Fragmenten erhalten ist. C. Burney datiert ihn um 730, es handelt sich also vielleicht um ein Altstück. Der obere Rand zeigen einen Zug von Tributträgern im assyrischen Stil. Ihre Kleidung kennzeichnet sie als Bergbewohner. Sie tragen Trinkhörner, Weinschläuche, Gefäße und ein Stadtmodell. Wein ist als ein Produkt von Manna bekannt, die Ikonographie seiner Bewohner kennt man aber nicht. Außerdem ist noch die Darstellung einer Ziege erhalten, die auf einer Rosette steht.
Vergleichbare Funde sind aus Ur und Zincirli (Samʼal) bekannt. Die beiden Wannen aus Ur stammen aus Schichten der neubabylonischen- und Perserzeit und enthielten Frauenbestattungen. Die Wanne aus Zincirli diente dagegen wohl tatsächlich der Körperpflege.

### Elfenbein
Die meisten Elfenbeinplatten waren wohl ursprünglich Möbelteile. Solche eingelegten Möbel sind aus assyrischen Reliefs und aus den Königsgräbern von Salamis bekannt. Die Platten stammen aus assyrischen und urartäischen Werkstätten, die in die Zeit von Tiglat-Pileser III. (747–727 v. Chr.) zu datieren sind. Andere Elfenbeinplatten entstammen wohl den Werkstätten von Hasanlu. Einige der Elfenbeinplatten weisen Brandspuren auf, es handelt sich also entweder um Kriegsbeute, oder sie stammen aus der Zitadelle von Ziwiye.

### Gold- und Silberschalen

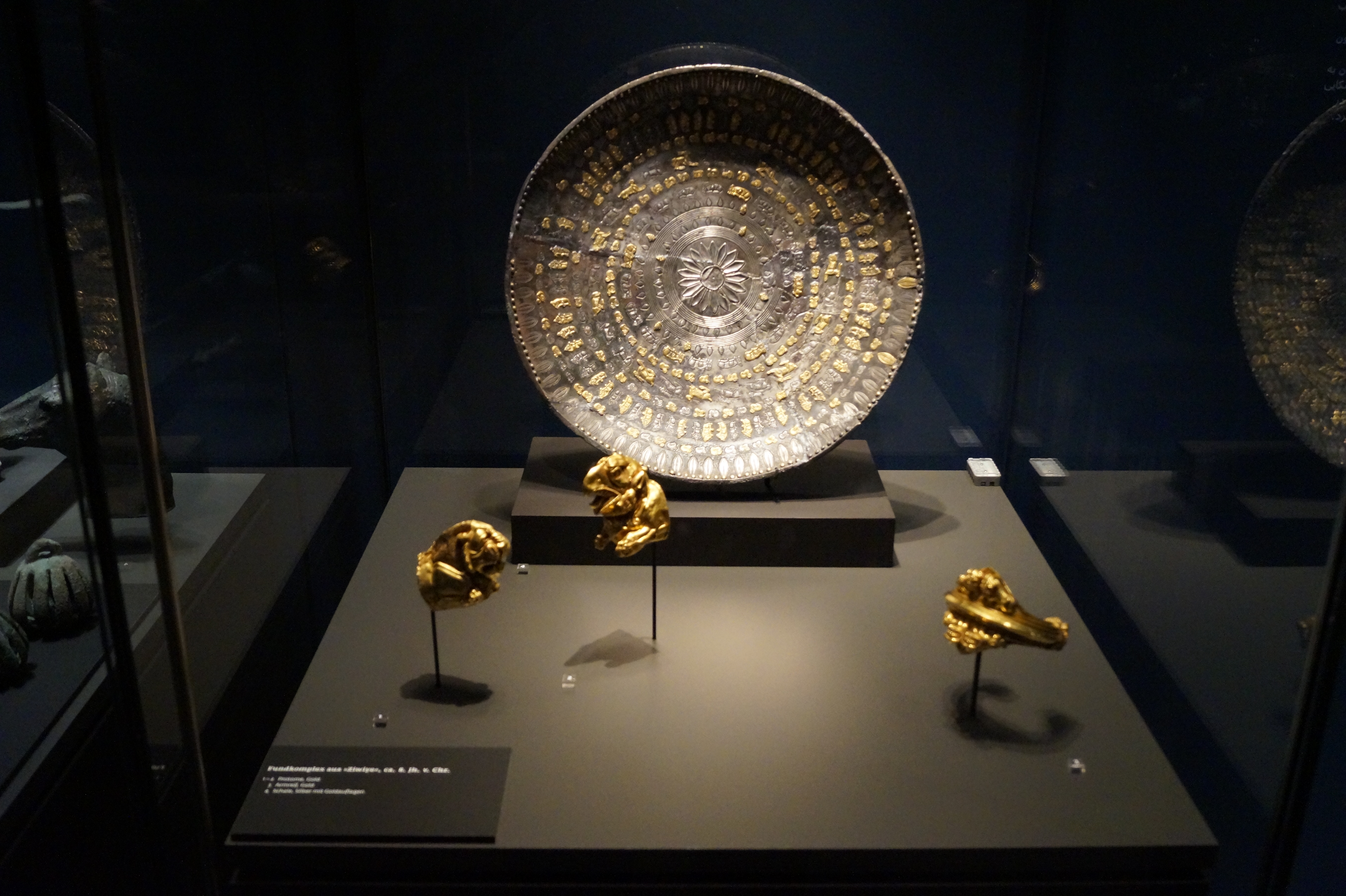
Zwei Protome, Armreif und Silberschale mit Goldauflagen aus Ziwiye in Iran, ca. 8. Jahrhundert v. Chr., in der Mitte eine aus Goldblech getriebene Greifenprotome

Die Goldschalen werden stilistisch assyrischen, nordsyrischen, urartäisch-skythischen und mannäischen Werkstätten zugeordnet. Ein vergoldeter Silberteller zeigt einen Hasen, ein katzenartiges Raubtier und den Kopf eines Greifvogels. Er wird meist als rein-skythische Arbeit gedeutet.

### Rhyta
Rhyta, also Trinkhörner aus Gold zeigen die Köpfe von Wildschafen und Gazellen als Protome (Verzierung der Spitzen). Große Flächen des Gefäßkörpers bleiben unornamentiert und weisen im Stil bereits auf den achämenidischen Reichsstil. Eine Anzahl vergleichbarer Rhyta aus Silber aus Nordiran stammt aus dem Kunsthandel.

### Pektoral
Ein goldener Brustschmuck (Pektoral) wird meist in das 7. Jahrhundert v. Chr. datiert. Er zeigt eine Prozession von geflügelten Mischwesen, geflügelte Stiere, geflügelte Genien mit Stierfüßen, Greifen mit menschlichen Beinen und geflügelte Widder, zu einem zentralen Lebensbaum, der von Palmetten gekrönt ist und zeigt assyrischen und urartäischen Einfluss; M. van Loon spricht von einem syro-uratäischen Stil. Pektorale finden sich jedoch besonders auf urartäischen Darstellungen von Königen oder Göttern.

### Schmuck
Goldene Armreife mit Löwenfiguren stammen vermutlich ebenfalls aus Urartu. Weiterhin gehören zu den Funden noch Torques, Ketten, Goldgürtel mit viereckigen ornamentierten Platten und sechs Ösen und Ohrringe. Ein goldenes Diadem war mit Rosetten verziert.

### Waffen
Der Schatz enthält auch Waffen aus Bronze und Eisen (zwei Eisen-Schwerter, Pfeil- und Lanzenspitzen), hier wird meist angenommen, dass diese ursprünglich aus der Festung selber stammen. Goldene Ortbänder und aufwendig gestaltete goldene Aufsätze für Schwertgriffe stammen dagegen eher aus dem Hort eines Herrschers. Eines der Ortbänder ist mit der Darstellung eines Panthers verziert.

### Pferdegeschirr
Außer den üblichen ehernen Trensenstangen fanden sich in dem Schatz auch Geschirrteile aus Silber.

## Vergleichbare Funde
Den Ziwiye-Funden stilistisch nahe verwandt sind die Beigaben der Königsgräber von Salamis auf Zypern. Ein solcher internationaler Mischstil findet sich auch in Hasanlu und Marlik. Ähnlichkeiten bestehen außerdem zu Rhyta aus dem nahegelegenen Kaflant (Bezirk Hamadan), das mit der mannäischen Hauptstadt Izirtu identifiziert wird.

## Deutung
- Der Schatz wurde von Tadeusz Sulimirski als Grabbeigaben eines skythischen Fürsten interpretiert, der neben einheimischen Arbeiten auch Plündergut enthielt.
- André Godard und Winfried Orthmann möchten ihn als den Schatz eines mannäischen Fürsten interpretieren, der auch Erbstücke aus älterer Zeit enthielt.
- R. Girshman nahm die Existenz einer königlich skythischen Werkstatt an, wo orientalische Handwerker im Geschmack ihrer neuen Herren arbeiteten. So wurden skythische Motive, Rolltiere, liegende Hirsche und Ziegen mit urartäischen Randmustern kombiniert.
- Unter Umständen handelt es sich um eine willkürliche Zusammenstellung verschiedener Funde durch die Kunsthändler, die deren Wert durch die Angabe einer festen Provenienz erhöhen wollten.
- R. Girschmann deutete den Schatz auch als die Mitgift der Tochter Assurhaddons, die den Skythenkönig Bartatua geheiratet hatte (eine Heirat, von der nicht sicher ist, ob sie tatsächlich stattfand). Dem stehen chronologische Erwägungen entgegen, da die Kupferwanne eher um 600 angesetzt wird.
- Barnett deutet den Schatz als den Besitz des assyrischen Statthalters von Mannai.[2]

Einige Bestandteile des Schatzes, besonders die Rhyta (Trinkhörner) und die Goldschalen, werden als Vorstufe der achämenidischen Reichskunst angesehen (E. Herzfeld, A. Godard).

## Die Siedlung von Ziwiye
Das Gebiet von Ziwiye gehörte im 7. Jahrhundert v. Chr., möglicherweise auch schon im 9. Jahrhundert v. Chr., wahrscheinlich zum Königreich der Mannäer, das seit Sargon II. (721–705 v. Chr.) ein Vasallenstaat Assyriens war. Der antike Name lautet vermutlich Zibia, das nach assyrischen Quellen in der Nähe von Izirtu, der mannäischen Hauptstadt lag.

## Grabungen
Die mannäische Burg von Ziwiye ist nur teilweise ergraben. Im Jahre 1964 fand eine kurze Grabung durch V. E. Crawford und R. H. Dyson Jr. statt. Die Burg weist drei Bauphasen auf und ähnelt zeitgleichen medischen Anlagen. Die Lehmziegelwände sind bis zu 7,5 m dick. Ein Palast im Innern der Festung, mit Säulenvorhallen wie in Hasanlu, kann nur vermutet werden.
Die Mehrzahl der Keramik, „brown buff ware“, entspricht den früh-medischen Waren. Es fanden sich aber auch glasierte assyrische Scherben. Die Ausgräber stellten die Anlage in die Eisenzeit III nach Cuyler-Young, mit deutlichen Verbindungen zur sogenannten südlichen Gruppe und besonders den Funden von Zendan-i Sulaiman. Damit wäre die Burg in die zweite Hälfte des 7. Jahrhunderts zu stellen.
Heute ist das Gelände durch Schatzgräber völlig durchwühlt.